# Curt Leijon
Curt Leijon, Kurt Leijon (ur. 14 lipca 1910 w Sztokholmie, zm. 2 października 2006 w Strasburgu)  szwedzki prawnik, dyplomata i urzędnik konsularny.
Studia prawnicze ukończył na Uniwersytecie w Sztokholmie (1929), gdzie uzyskał też stopień kandydata prawa (1935). Zdał też egzamin oficera rezerwy (1932), np. otrzymując stopień porucznika rezerwy artylerii nadbrzeżnej (1936). W tymże roku wstąpił do szwedzkiej służby zagranicznej, gdzie uzyskał tytuł attaché, pełniąc służbę w San Francisco, Waszyngtonie i Nowym Jorku (1937), sekretarza w Ministerstwie Spraw Zagranicznych (1941-1945), I sekretarza w Lizbonie (1945-1947), konsula w Gdańsku (1948-1950), i Nowym Jorku (1950-1953), szefa biura w MSZ (1953-1959), zastępcy szefa działu prawnego w MSZ (1959-1961), członka Rady Zagranicznej (1959), ambasadora w Bogocie, ministra w Quito i Panamie (1961-1964), konsula generalnego w Hamburgu (1964-1973) i posła w Bukareszcie (1973-1976).